# Vallée des Glaciers
Ne doit pas être confondu avec Vallée glaciaire.
La vallée des Glaciers est une vallée de France située en Savoie, au sud du massif du Mont-Blanc, sur le cours du torrent des Glaciers, en amont du hameau des Chapieux. Cette vallée glaciaire communique vers l'aval au sud avec la vallée de la Tarentaise à Bourg-Saint-Maurice via la vallée des Chapieux, au sud-ouest avec le Beaufortain via le Cormet de Roselend et vers l'amont au nord-est avec le val Vény en Italie au-delà du col de la Seigne. Elle est dominée par des sommets approchant ou dépassant les 3 000 mètres d'altitude comme la tête Nord des Fours, le mont Tondu, l'aiguille des Glaciers, la montagne de la Seigne ou encore les Grandes aiguilles. La partie amont de la vallée, au pied des glaciers des Lanchettes et des Glaciers, est appelée val des Glaciers.

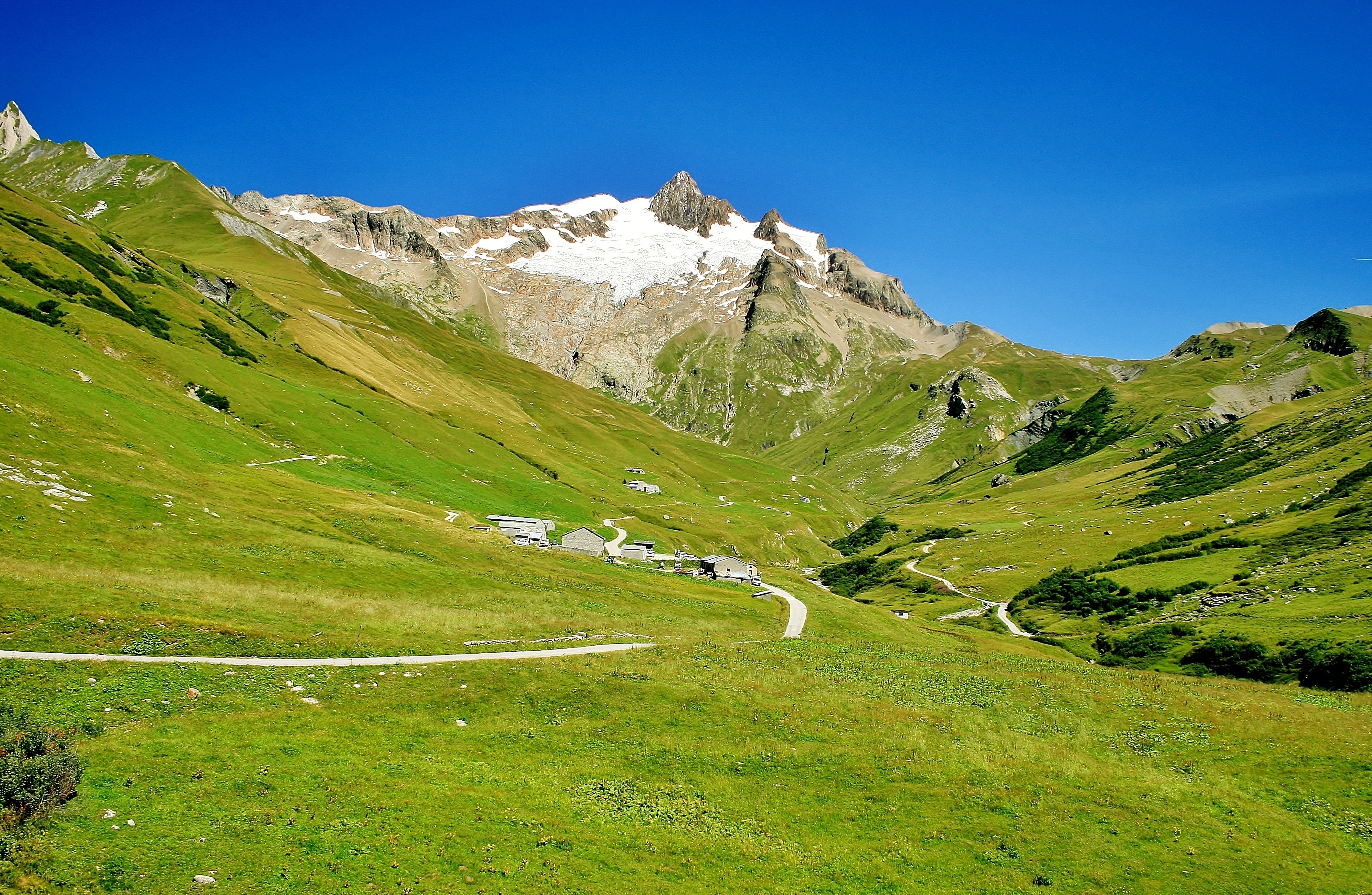
Vue de la vallée des Glaciers et de la Ville des Glaciers dominées par l'aiguille des Glaciers, le glacier des Glaciers et le col de la Seigne.